# Giovanni Pes
Giovanni Pes (Scano di Montiferro, 18 maggio 1916 – Bosa, 16 gennaio 2000) è stato un vescovo cattolico italiano.

## Biografia
Nato a Scano di Montiferro il 18 maggio 1916, fu ordinato sacerdote il 6 gennaio 1939 e, dopo aver conseguito il dottorato in teologia, dal 1948 al 1975 fu arciprete della basilica di Santa Maria della Neve di Cuglieri.
Il 25 aprile 1975 fu eletto vescovo ausiliare di Oristano, titolare di Risano, venendo consacrato il successivo 22 giugno dalle mani del cardinale Sebastiano Baggio, coconsacranti l'arcivescovo Sebastiano Fraghí ed il vescovo Francesco Spanedda.
Il 23 maggio 1979 fu nominato vescovo delle diocesi di Alghero e di Bosa.
A seguito dell'unificazione delle due diocesi, disposta dalla Congregazione per i Vescovi il 30 settembre 1986, fu nominato primo vescovo della diocesi di Alghero-Bosa.
Nel 1990 celebrò il primo sinodo diocesano.
Il 18 febbraio 1993, in accoglimento alla sua rinuncia al governo pastorale della diocesi per raggiunti limiti di età, assunse l'ufficio di amministratore apostolico, che mantenne fino al successivo 9 maggio, data d'ingresso del suo successore.
Rimase a vivere a Bosa fino alla morte, sopraggiunta il 16 gennaio 2000; venne sepolto nella cripta della concattedrale, dopo le solenni esequie presiedute dall'arcivescovo Ottorino Pietro Alberti.

## Genealogia episcopale
La genealogia episcopale è:
- Cardinale Scipione Rebiba
- Cardinale Giulio Antonio Santori
- Cardinale Girolamo Bernerio, O.P.
- Arcivescovo Galeazzo Sanvitale
- Cardinale Ludovico Ludovisi
- Cardinale Luigi Caetani
- Cardinale Ulderico Carpegna
- Cardinale Paluzzo Paluzzi Altieri degli Albertoni
- Papa Benedetto XIII
- Papa Benedetto XIV
- Cardinale Enrico Enriquez
- Arcivescovo Manuel Quintano Bonifaz
- Cardinale Buenaventura Córdoba Espinosa de la Cerda
- Cardinale Giuseppe Maria Doria Pamphilj
- Papa Pio VIII
- Papa Pio IX
- Cardinale Alessandro Franchi
- Cardinale Giovanni Simeoni
- Cardinale Antonio Agliardi
- Cardinale Basilio Pompilj
- Cardinale Adeodato Piazza, O.C.D.
- Cardinale Sebastiano Baggio
- Vescovo Giovanni Pes